# Parchlino
Parchlino – (do 1945 niem. Parchlin) osada w Polsce położona w województwie zachodniopomorskim, w powiecie szczecineckim, w gminie Barwice.
Dawny folwark rodziny von Glassenapp. W jej władaniu pozostawał od XVIII do XIX w. Ostatnim właścicielem Parchlina była rodzina von Heydebreck. Zespół dworsko-parkowy pochodzi z końca XIX w. i składa się z modernistycznego dworu oraz naturalistycznego parku z aleją lipową na skraju. 
W latach 1975–1998 miejscowość położona była w województwie koszalińskim.